# José Carreras
José Carreras, właśc. Josep Maria Carreras-Coll (ur. 5 grudnia 1946 w Barcelonie) – hiszpański śpiewak (tenor liryczny).

## Życiorys
Urodził się 5 grudnia 1946. Jest najmłodszym synem Jose Carrerasa-Solera, katalońskiego nauczyciela języka francuskiego i policjanta, oraz Antonii Coll-Saigi (1914–1965), która prowadziła zakład fryzjerski. Ma dwoje starszego rodzeństwa: brata Alberto (ur. 1937) i siostrę Marię Antonię (ur. 1942). W latach 1951–1952 przez 11 miesięcy mieszkał z rodziną w José León Suarez niedaleko Buenos Aires. Ma również przyrodniego brata, Jordiego.
Po obejrzeniu filmu Wielki Caruso, w wieku sześciu lat, zafascynował się śpiewaniem. Jako dziecko imitował śpiew i sposób poruszania się śpiewaków operowych. W dzieciństwie uczył się gry na fortepianie i trenował koszykówkę. Po obejrzeniu przedstawienia operowego Aida w Teatro del Liceo w Barcelonie postanowił zostać śpiewakiem operowym. Kiedy miał osiem lat, zaśpiewał katalońską kolędę i partię „La donna è mobile” z Rigoletta Verdiego podczas koncertu charytatywnego Radia National d’España. Po udziale w konkursie otrzymał propozycję występu w operze Manuela de Falli Kukiełki mistrza Piotra w Gran Teatre del Liceu w Barcelonie, w której zadebiutował w styczniu 1958 rolą chłopca z teatru marionetek. Następnie wystąpił w operach: Amunt Manuela Altisenta i Cyganeria Giacoma Pucciniego. Przez trzy lata uczył się śpiewu operowego u Francisca Puiga, następnie jego mentorem został Juan Ruax. Studiował chemię na Uniwersytecie Barcelońskim, jednak w 1968 przerwał edukację na rzecz kariery muzycznej. W trakcie studiów dorabiał, pracując jako kierowca w rodzinnej firmie produkującej kosmetyki.
W styczniu 1970 zadebiutował jako profesjonalny śpiewak operowy rolą Flavio w Normie Vincenzo Belliniego w Gran Teatre del Liceu w Barcelonie. Po udanym debiucie został dostrzeżony przez Montserrat Caballé, która zaangażowała go do głównej roli męskiej – Gennaro – w operze Lukrecja Norgia Gaetana Donizettiego. Również w 1970 wystąpił jako Ismael, główny bohater opery Nabucco Giuseppe Verdiego. W październiku 1971 zwyciężył w finale Festiwalu Verdiego w Parmie, a w następnym roku zaśpiewał gościnnie podczas uroczystości otwarcia kolejnej edycji festiwalu. Dzięki zwycięstwu na festiwalu podpisał kontrakt w operze w Parmie, w której zadebiutował jako Rudolf w Cyganerii Giacomo Pucciniego. Do 1973 wystąpił w operach: Maria Stuarda, Lombardczycy, Łucja z Lammermooru, Don Carlos, Madame Butterfly, Mefistofeles, Adriana Lecouvreur, Napój miłosny, Tosca i Catarina Cornaro. W latach 70. śpiewał m.in. na scenach Royal Festival Hall w Londynie i New York City Opera, w 1974 zadebiutował z występami w Operze Wiedeńskiej, Royal Opera House w Londynie, Teatrze Narodowym w Monachium i Metropolitan Opera w Nowym Jorku, a w lutym 1975 po raz pierwszy zaśpiewał w operze La Scala w Mediolanie, występując jako Ryszard w Balu maskowym Verdiego. W 1976 rozpoczął współpracę z Herbertem von Karajanem, który zaangażował go m.in. do partii tenorowej w Messa da Requiem oraz do roli Radamesa w Aidzie i Don Joségo w Carmen na Festiwalach Wielkanocnych w Salzburgu, a także do roli Rudolfa w Cyganerii w Operze Wiedeńskiej. W 1985 nagrał telewizyjny program świąteczny w Oberndorfie.
W 1982 wytwórnia Paramount wyprodukowała wideokasetę z zapisem Cyganerii z Carrerasem. W 1983 wziął udział w nagraniu opery Turandot zrealizowanym przez MGM. W 1984 wziął udział w nagraniu albumu Leonarda Bernsteina pt. West Side Story (Highlights) oraz wyprodukował wideokasety z operami: Lombardczycy i Requiem. W latach 1985–1986 wydał osiem nowych albumów muzycznych, zadebiutował w operze Pajace i zagrał serię koncertów. W 1987 nagrał albumy studyjne ze śpiewaczkami operowymi: Montserrat Caballé (Montserrat Cabellé et José Carreras a Paris), Évą Marton (Andrea Chénier), Kiri Te Kanawą (Manon Lescaut) i Jessye Norman.
W lipcu 1987, w przerwie prac nad filmem Cyganeria w Paryżu, u Carrerasa zdiagnozowano ostrą białaczkę limfoblastyczną. Mimo złych rokowań (dawano mu 10% szansy na przeżycie), leczenie w szpitalu klinicznym w Barcelonie i w szpitalu Fred Hutchinson Cancer Research Center w Seattle (chemioterapia, radioterapia i autogeniczne przeszczepienie szpiku kostnego) okazało się skuteczne.
21 lipca 1988 powrócił na scenę, dając występ podczas uroczystości związanych z 100-leciem Wystawy Światowej w Barcelonie. W tym samym roku wydał wideokasetę pt. José Carreras presénta la Grande Notte a Verona zawierającą zapis jego koncertu z 8 sierpnia 1988 w Weronie, na którym gościnnie wystąpili m.in. Plácido Domingo, Montserrat Caballé, Samuel Ramey, Éva Marton i Ileana Cotrubaș. Dał również kameralny koncert w Watykanie, po którym uczestniczył w prywatnej audiencji u papieża Jana Pawła II.
W 1989 wystąpił w tytułowej roli w przedstawieniu Cristobal Colon wystawionym w Teatro del Liceo w Barcelona z okazji 500. rocznicę okrycia Ameryki przez Krzysztofa Kolumba. W tym samym roku został członkiem francuskiej Akademii Sztuki i Literatury. W 1990 wystąpił z Luciano Pavarottim i Plácido Domingo na balu dobroczynnym w Rzymie, po czym zapoczątkował z nimi projekt koncertowy Trzej Tenorzy. Również w 1990 wydał wideokasetę pt. José Carreras: Profile of a Man, w której udokumentował spotkania ze swoimi wielbicielami. W tym samym roku został powołany na honorowego członka  Królewskiej Akademii Muzycznej. W 1992 premierę miał film dokumentalny José Carreras: A Life Story o życiu i karierze artysty. Carreras był dyrektorem artystycznym Letnich Igrzysk Olimpijskich rozgrywanych w Barcelonie w 1992. W lutym 1996 zagrał, transmitowany do Europy, koncert w Teatro Amazonas w Manaus. W tym samym roku odbył trasę koncertową po Stanach Zjednoczonych, podczas której wystąpił m.in. w Carnegie Hall w Nowym Jorku i Kennedy Center od Performing Arts w Waszyngtonie. W 1997 nagrał utwór „Hope for Us” w duecie z Edytą Górniak.

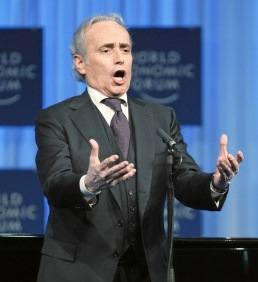
Carreras na Światowym Forum Ekonomicznym (2011)

### Życie prywatne
W 1971 ożenił się z Mercedes Perez, z którą ma syna Alberto (ur. 1976) i córkę Julię (ur. 1981). Rozwiódł się z żoną w 1992 z powodu romansu ze stewardesą Jutte Jaeger, z którą pozostawał w nieformalnym związku w latach 1987–1993.
Po zachorowaniu na białaczkę w 1987 pogłębił swoją wiarę w Boga. W lipcu 1988 założył Międzynarodową Fundację José Carrerasa Przeciwko Białaczce (ang. José Carreras International Foundation Against Leukemia), której celem jest zbieranie funduszy na wspieranie badań nad białaczką i na jej leczenie. W uznaniu za wkład w walkę z białaczką uzyskał w 1990 tytuł doktora honoris causa Wydziału Medycznego Uniwersytetu Barcelońskiego.